# Modèle de Clark-Wilson
Le modèle d'intégrité de Clark-Wilson est un modèle de sécurité qui fournit les fondations pour spécifier et analyser une politique d'intégrité pour un système informatique.